# アンリ2世・ド・ラ・トレモイユ

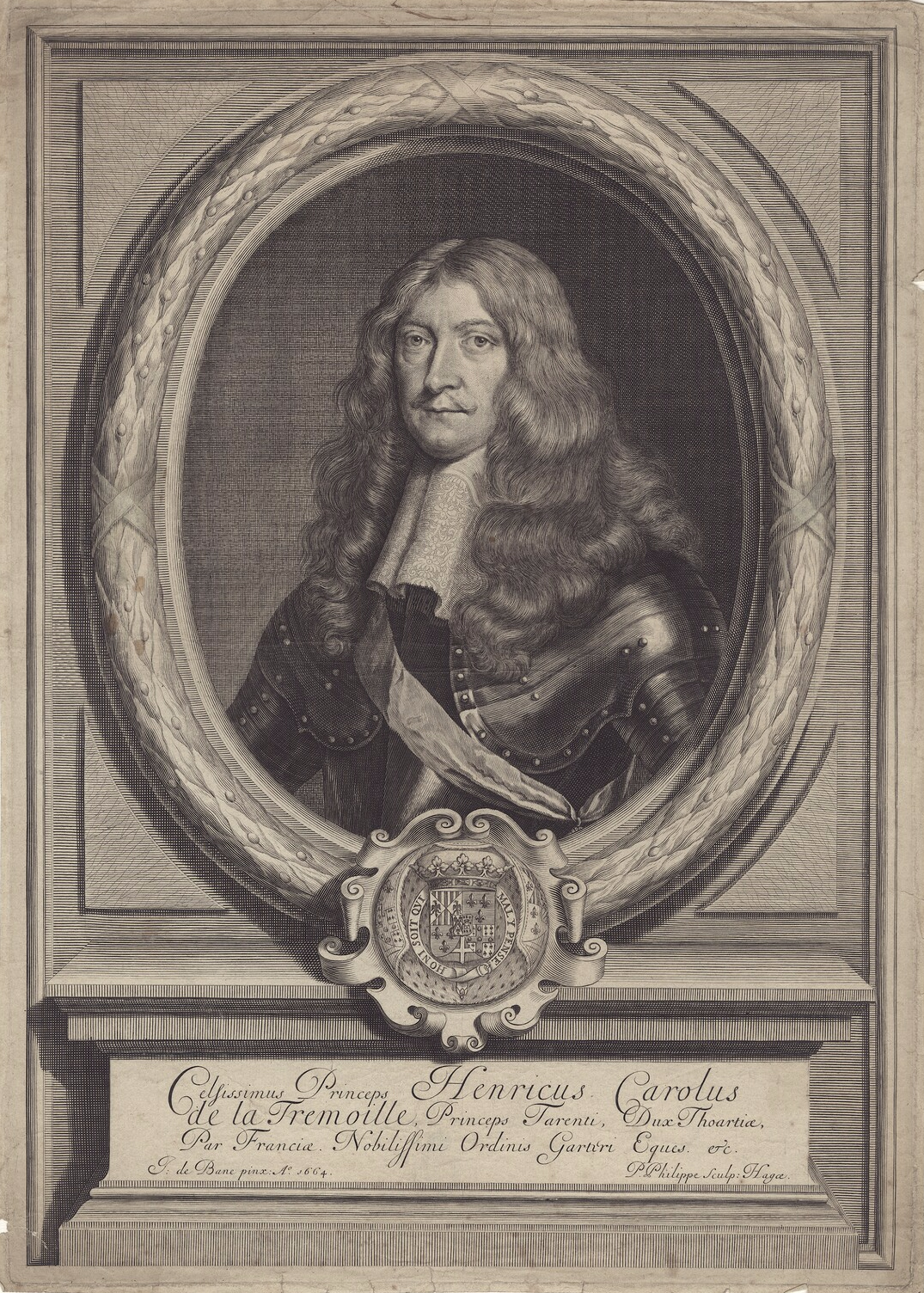
トゥアール公アンリ・シャルル、1664年頃制作の版画

アンリ（2世）・シャルル・ド・ラ・トレモイユ（Henri(II)-Charles de La Trémoille, 1620年12月17日 トゥアール - 1672年9月14日 トゥアール）は、ブルボン朝時代フランスの貴族。トゥアール公爵、ラ・トレモイユ公爵、タルモン公、ターラント公、ラヴァル伯、モンフォール伯、タイユブール伯、ブノン伯及びノワールムティエ侯。フロンドの乱の指導者の1人。
トゥアール公アンリ1世と妻マリー・ド・ラ・トゥール・ドーヴェルニュの間の長男。両親は従兄妹同士で、共にオラニエ公ウィレム1世の孫である。1628年父及び弟妹と共にカトリックに改宗するが、母はユグノー信徒のままだった。成人後、母の説得を受けて再びユグノー派に帰服する。
1638年大叔父のオラニエ公フレデリック・ヘンドリックの軍事遠征に参加した際、オラニエ公の娘ルイーゼ・ヘンリエッテと恋仲になるが、オラニエ公家は長女と君主でない者との恋愛結婚を承諾しなかった。
1651年10月にフロンドの乱が始まると、アンリ・シャルルはジュール・マザラン枢機卿と敵対し、乱の首謀者コンデ公と気脈を通じた。1656年にはマザラン側に捕らえられ、アミアンで捕虜生活を送るが、母親の政府への働きかけにより約1か月で釈放される。しかし立場を失い、親族のオラニエ公家を頼ってオランダで亡命生活を続けた。
1668年、持病の悪化した父の引退に伴い家督を継承しトゥアールの所領に戻った。4年後に死去し、父が家督に短期間戻った後、アンリ・シャルルの息子が跡を継いだ。

## 子女
1648年5月15日カッセルにて、ヘッセン＝カッセル方伯ヴィルヘルム5世の娘エミーリエと結婚。間に5子を得た。
- シャルロット＝アメリー（1652年 - 1732年） - 1680年アントン1世・フォン・アルデンブルク伯爵と結婚
- シャルル・ベルジーク・オランド（1655年 - 1709年） - トゥアール公
- フレデリック＝ギヨーム（1658年 - 1738年） - タルモン公
- アンリエット＝セレスト（1662年生、夭折、双子）
- マリー＝シルヴィー（1662年 - 1692年、双子）

## 引用・脚注
1. ↑  Ulrike Hammer: Kurfürstin Luise Henriette. Eine Oranierin als Mittlerin zwischen den Niederlanden und Brandenburg-Preußen. Waxmann Verlag, Münster 2001.